# Ostriwczany
Ostriwczany (ukr. Острівчани, pol. hist. Ostrowczany) – wieś na Ukrainie, w obwodzie chmielnickim, w rejonie kamienieckim.

## Dwór
- powstał po przebudowaniu domu administratora w 1890 r. na dwór w stylu klasycystycznym przez Dominika Starzyńskiego[2].